# Keikoku
Keikoku (警告) é a penalidade aplicada pelo árbitro de uma competição de luta, atribuindo ao oponente daquele punido uma pontuação. No judô, é aplicada quando se comete uma infracção grave, ou quando é atribuído um shido quando já se tem chui, mas que não chega para terminar o combate. Ao atribuir-se um keikoku a um combatente, atribuí-se um wazari ao outro A punição geralmente é consequência de avisos anteriores.